# NHL 97
NHL 97 är ett ishockeyspel från EA Sports. Det utgavs den 31 oktober 1996.

## Omslag

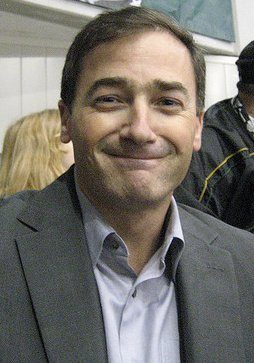
John Vanbiesbrouck medverkar på spelomslaget

Omslaget pryds av målvakten John Vanbiesbrouck, som vaktade buren för Florida Panthers åren 1993-1998. Sedan prydde ingen målvakt spelomslaget i NHL-serien förrän Martin Brodeur i NHL 14.

## Mottagande
Gamespot gav spelet betyget 7.2/10. Allgame gav spelet 3.5 stjärnor av fem möjliga.
Spelet utsågs till "årets sportspel" av tidningen PC Gamer.

### Fotnoter
1. ↑  1 december 1996 12:00AM PST (31 oktober 1996). ”NHL 97 Review”. Gamespot.com. http://www.gamespot.com/nhl-97/reviews/nhl-97-review-2546027/. Läst 29 maj 2012.
2. ↑  Alan, Scott (3 oktober 2010). ”NHL 97 - Review”. Allgame. Arkiverad från originalet den 18 februari 2010. https://web.archive.org/web/20100218073340/http://www.allgame.com/game.php?id=2208&tab=review. Läst 29 maj 2012.
3. ↑  ”PC Gamer reveals its 1997 award winners. - Free Online Library”. Thefreelibrary.com. 6 februari 1997. Arkiverad från originalet den 2 mars 2014. https://web.archive.org/web/20140302173224/http://www.thefreelibrary.com/PC+Gamer+reveals+its+1997+award+winners.-a019093593. Läst 29 maj 2012.